# Black Forest (Colorado)
Black Forest es un lugar designado por el censo ubicado en el condado de El Paso en el estado estadounidense de Colorado. En el año 2000 tenía una población de 13.247 habitantes y una densidad poblacional de 40,1 personas por km².

## Geografía
Black Forest se encuentra ubicada en las coordenadas 39°2′12″N 104°40′40″O / 39.03667, -104.67778.

## Demografía
Según la Oficina del Censo en 2000 los ingresos medios por hogar en la localidad eran de $77,085, y los ingresos medios por familia eran $80,556. Los hombres tenían unos ingresos medios de $59,568 frente a los $32,043 para las mujeres. La renta per cápita para la localidad era de $30,786. Alrededor del 2,9% de la población estaba por debajo del umbral de pobreza.